# Pusztavám
Pusztavám (németül: Pußtawam) község Fejér vármegyében, a Móri járásban.

## Fekvése
Fejér vármegye északi részén, a Vértes nyugati oldalán helyezkedik el, Mórtól 8 kilométerre észak-északkeleti irányban, Oroszlánytól 14,5 kilométerre délnyugatra. Központján a Mór-Kocs között húzódó 8127-es út vezet keresztül, mindhárom említett település irányából csak ezen érhető el.

## Közélete

### Polgármesterei
- 1990–1994: Petrovics István (független)[6]
- 1994–1998: Petrovics István (független)[7]
- 1998–2002: Petrovics István (független)[8]
- 2002–2006: Merkatz László (független)[9]
- 2006–2010: Merkatz László (független)[10]
- 2010–2014: Merkatz László (Fidesz-KDNP)[11]
- 2014–2017: Lisztmayer János (független)[12]
- 2017–2019: Lisztmayer János (független)[13]
- 2019–2024: Csordás Mihály (Fidesz-KDNP)[14]
- 2024– : Csordás Mihály (Fidesz-KDNP)[1]

A településen 2017. június 25-én időközi polgármester-választást (és képviselő-testületi választást) tartottak, az előző képviselő-testület önfeloszlatása miatt. A választáson a hivatalban lévő polgármester is elindult, és meg is erősítette pozícióját.

## Népesség
A település népességének változása:
| Lakosok száma | 2449 | 2430 | 2421 | 2558 | 2459 | 2416 | 2395 |
|               | 2013 | 2014 | 2015 | 2021 | 2022 | 2023 | 2024 |

A 2011-es népszámlálás során a lakosok 83,9%-a magyarnak, 0,2% cigánynak, 14,7% németnek, 1,2% románnak mondta magát (16,1% nem nyilatkozott; a kettős identitások miatt a végösszeg nagyobb lehet 100%-nál). A vallási megoszlás a következő volt: római katolikus 38%, református 4,5%, evangélikus 15,2%, görögkatolikus 0,3%, felekezeten kívüli 11,2% (30% nem nyilatkozott).
2022-ben a lakosság 90,5%-a vallotta magát magyarnak, 10,9% németnek, 1,3% románnak, 1% cigánynak, 0,2% ukránnak, 0,1% szlováknak, 1% egyéb, nem hazai nemzetiségűnek (9,4% nem nyilatkozott; a kettős identitások miatt a végösszeg nagyobb lehet 100%-nál). Vallásuk szerint 28,5% volt római katolikus, 12,9% evangélikus, 5,2% református, 0,4% görög katolikus, 0,3% ortodox, 0,4% egyéb keresztény, 0,6% egyéb katolikus, 15,7% felekezeten kívüli (35,8% nem válaszolt).

## Nevezetességei
- Német Nemzetiségi Néprajzi Kiállítás (Heimatmuseum)
- Malomerdő panzió és ökoturisztikai központ